# Rosa Kühn
Rosa Kühn (* 28. Mai 1928 in Grünberg) ist eine deutsche Malerin.

## Leben
Rosa Kühn ist die Tochter eines Fleischermeisters, der in Grünberg eine kleine Konservenfabrik mit „Kühns Würstchen“ betrieb. Ihre Mutter war die Tochter eines Bäckermeisters. Rosa hatte noch zwei Schwestern. Schon früh erkannten die Eltern die künstlerische Begabung und schenkten ihr zu ihrem siebenten Geburtstag eine Staffelei.
Die Familie gelangte nach der Vertreibung aus Schlesien nach Berlin, wo Rosa 1947 das Studium der Malerei bei Max Debus an der Staatlichen Hochschule für Bildende Künste (jetzt Universität der Künste) aufnahm. Sie lernte Otto Niemeyer-Holstein (ONH) kennen, der gerade seine Aquarelle in Wolff’s Bücherei in Berlin-Friedenau ausstellte. Im März 1949 zog sie zu ONH nach Lüttenort auf Usedom, um dort ihr Studium als seine Schülerin fortzusetzen.
Die Gespräche zwischen ONH und dem Ückeritzer Maler Otto Manigk schärften ihre Sichtweise und Haltung zur Kunst. Neben der Malerei war die Musik ihre zweite Leidenschaft. Fast ein Viertel Jahrhundert lang, bis zum Tode von Otto Manigk musizierten die Drei an jedem Freitag Werke von Bach, Händel und alten italienischen Komponisten in der Besetzung Rosa Kühn (Piano), Otto Manigk (1. Violine), ONH (2. Violine).
1952 zog Rosa Kühn nach Zempin in den Inselhof, einer ehemals einfachen Gastwirtschaft, die sich in den 1930er Jahren zu einem gut gehenden Gasthof entwickelt hatte und auch ein beliebter Treffpunkt von Wernher von Braun und seinen Freunden und Kollegen gewesen war. 1954 vermietete ONH ihr sein „Torrino“ (Türmchen), das ehemalige Transformatorenhaus der Marineflugabwehr- und Küstenartillerieschule in Zempin, welches er zu einem Wohnhaus umgebaut hatte.
1966 begann Rosa Kühn mit der Keramikmalerei. Ihr kleiner Brennofen ließ nur Keramikplatten bis zu einer Größe von 17 × 27,5 cm zu. So musste sie ihre großformatigen Werke in Plattengröße aufteilen, einzeln bemalen und brennen. Sie erhielt Aufträge für verschiedene öffentliche Einrichtungen, wie z. B. Schulen, Kindergärten und Schwimmbäder. In der ehemaligen Schule von Zempin (Uns olle Schaul) sind die Tafeln „Vier Jahreszeiten“ zu sehen. Die Arbeiten in der Zinnowitzer Schwimmhalle wurden während der Umbauarbeiten entfernt.
Als sie 1982 ihr eigenes Haus in Zempin bezog, widmete sich Rosa Kühn der Aquarellmalerei.

## Mitgliedschaften
- 1952 bis 1990 Verband Bildender Künstler der DDR
- ab 1990 Künstlerbund Mecklenburg und Vorpommern

## Museen und öffentliche Sammlungen mit Werken Rosa Kühns (unvollständig)
- Rostock: Kunsthalle Rostock
- Schwerin:Staatliches Museum Schwerin,
- Stralsund: Kulturhistorisches Museum Stralsund,
- Wolgast:Museum Wolgast
- Zempin: Heimatmuseum Zempin

## Werke (Auswahl)
- Selbstbildnis (vor 1958, Öl; auf der Vierten Deutschen Kunstausstellung)[1]
- Lesendes Mädchen (1959, Öl, 70 × 50 cm)

- Stillleben mit Chrysanthemen (1960, Öl, 50 × 54 cm)[2]
- Rügenlandschaft bei Göhren (1961, Öl, 70 × 100 cm)[2]
- Porträt Helga (1961, Öl, 61 × 50 cm)[2]

- Porträt Christa (um 1966, Öl)[3]

## Ausstellungen (unvollständig)

### Teilnahme an zentralen und wichtigen regionalen Ausstellungen in der Zeit derDDR
- 1957: Berlin, Ausstellungspavillon Werderstraße („Junge Künstler der DDR“)
- 1957: Moskau, Kunstausstellung zu den VI. Weltfestspiele der Jugend und Studenten
- 1958: Moskau (Bildende Kunst sozialistischer Länder)
- 1958: Dresden, Vierte Deutsche Kunstausstellung
- 1959: Berlin, Museum für Deutsche Geschichte („10 Jahre DDR“)
- 1960: Berlin, Pavillon der Kunst („Frauenschaffen und Frauengestalten in der bildenden Kunst. 50 Jahre Internationaler Frauentag.“)
- 1961: Berlin, Akademie der Künste („Junge Künstler. Malerei“)
- 1966: Berlin, Neue Berliner Galerie im Marstall („Wir lieben das Leben“)
- 1974, 1979 und 1984: Rostock, Bezirkskunstausstellungen
- 1975: Berlin, Ausstellungsräume am Fernsehturm („Die Frau und die Gesellschaft“)